# Värsjön
Värsjön este o arie protejată (arie specială de conservare — SAC, sit de importanță comunitară — SCI) din Suedia întinsă pe o suprafață de 275,9 ha, integral pe uscat.

## Localizare
Centrul sitului Värsjön este situat la coordonatele 56°18′44″N 13°28′09″E / 56.3123°N 13.4693°E.

## Înființare
Situl Värsjön a fost declarat sit de importanță comunitară în ianuarie 2002 pentru a proteja 1 specie de animale. Situl a fost protejat și ca arie specială de conservare în martie 2011.

## Biodiversitate
Situată în ecoregiunea continentală, aria protejată conține 1 habitat natural: Ape oligotrofe din câmpii nisipoase, cu un conținut foarte redus de minerale (Littorelletalia uniflorae).
La baza desemnării sitului se află o specie protejată de  nevertebrate: Dytiscus latissimus.